# Liste der Monuments historiques in Libourne
Die Liste der Monuments historiques in Libourne führt die Monuments historiques in der französischen Gemeinde Libourne auf.

## Liste der Bauwerke
| Bezeichnung                                         | Beschreibung | Standort                             | Kennzeichnung | Schutzstatus | Datum | Bild           |
| --------------------------------------------------- | ------------ | ------------------------------------ | ------------- | ------------ | ----- | -------------- |
| Kaserne Lamarque                                    |              | (Lage)                               | PA33000170    | Inscrit      | 2013  |                |
| Kapelle in Condat mit der Skulptur Madonna mit Kind |              | (Lage)                               | PA00083594    | Inscrit      | 1925  | weitere Bilder |
| Schloss Pintey                                      |              | (Lage)                               | PA00083595    | Inscrit      | 1974  |                |
| Schloss Sales                                       |              | (Lage)                               | PA33000006    | Inscrit      | 1996  |                |
| Couvent des Cordeliers                              |              | 37, rue Jean-Jacques Rousseau (Lage) | PA00083596    | Inscrit      | 1984  |                |
| Kirche St-Jean                                      |              | Place Saint-Jean (Lage)              | PA33000011    | Inscrit      | 1997  | weitere Bilder |
| Hôtel de Ville                                      |              | (Lage)                               | PA00083597    | Classé       | 1908  | weitere Bilder |
| Haus                                                |              | 19, rue du Président-Carnot (Lage)   | PA00083598    | Classé       | 1936  | weitere Bilder |
| Kriegerdenkmal                                      |              | Jardin du Poilu (Lage)               | PA33000177    | Inscrit      | 2014  | weitere Bilder |
| Porte du Port                                       |              | (Lage)                               | PA00083599    | Classé       | 1921  | weitere Bilder |
| Synagoge                                            |              | 33 rue Lamothe (Lage)                | PA00135179    | Inscrit      | 1995  |                |

## Liste der Objekte
- Monuments historiques (Objekte) in Libourne in der Base Palissy des französischen Kultusministeriums